# Granulininae
Granulininae is een onderfamilie van weekdieren uit de klasse van de Gastropoda (slakken).

## Geslachten
- Granulina Jousseaume, 1888
- Paolaura Smriglio & Mariottini, 2001
- Pugnus Hedley, 1896